# Poliovirus
Het poliovirus is een enterovirus behorend tot de picornaviridae (pico-rna-viridae: kleine RNA-virussen). Het virus wordt via de ontlasting van besmette personen afgegeven. Het virus kan van de ene op de andere mens worden overgebracht, vaak via de fecaal-oraal route. Infectie met het poliovirus verloopt meestal subklinisch of met milde klachten. Het poliovirus is de veroorzaker van kinderverlamming of poliomyelitis. 